# 점성술의 각
점성술에서 각(角) 또는 애스펙트(aspect)는 천궁도에서 행성이 다른 행성 뿐만 아니라 상승점과 중천점, 하강점 그리고 천저점과도 또한 점성학적인 중요성을 지니는 다른 감응점 및 가상점과도 서로 맺는 각도이다. 각은 지구에서 볼때의 두 점 사이의 황경의 도와 분으로 표기되는 각거리로 측정된다. 점성술의 전통에 따르면, 그것들은 사람의 생애과 지구와 연관된 사건들에 있어서 발달상의 변화와 변천의 시점을 나타낸다.
예를 들어, 만일 점성가가 한 사람의 출생시간의 천체의 외견상 위치를 보여주는 천궁도(출생 차트)를 뽑았는데, 화성과 금성과의 각거리가 92°라면, (사분위각은 90° 인데, 그 각도는 정확한 사분위각으로부터 2°도 떨어져 있으므로) 그 차트는 2°의 범위로 "금성이 화성과 사분위각"을 맺고 있다고 본다. 더 정확한 각은 그것으로 인해 나타나는 특징이나 드러나는 변화에 있어서 더 강하며 더 유력하다.

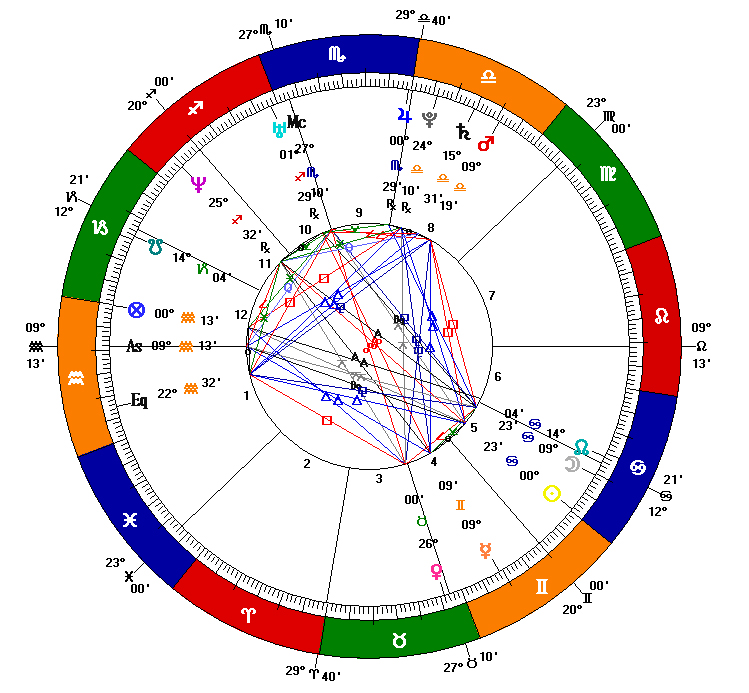
이 출생 차트의 중심 원에서 사각(붉은색)과 삼각(파란색)과 같이 다른 각들 사이가 구분되는 다른 색상과 기호로 점성학적 각들이 표시되어 있다.

## 접근법
중세 점성술에서, 특정 행성들이 맺는 각은 호의적(유리함)이거나 비호의적(불리함이라고 여겨졌다. 현대의 각의 사용에 있어서는 그러한 숙명론적 구별과는 덜한 주안점이 부여된다.
점성학적 각에 대한 심리학과 경향에 더 기반하는 더 현대적인 접근법은 점성학적 화성학의 연구에 의해 예증되었는데, 그 학문에 대해 존 애디는 주요한 옹호자였으며, 요하네스 케플러가 1619년의 그의 저서 《세계의 조화(Harmonice Mundi)》에서 더 먼저 주창했다.
독일의 우라니아 점성술 학파와 그것의 파생적인 우주생태학은 각에 대해 전적으로 경험적인 접근법을 취하려는 시도가 되어오고 있으며, 별자리와 하우스의 전통적인 사용으로부터 대부분 벗어나 있다. 그러한 과정에서, 그들은 다양한 각의 유형에서 발하는 힘과 효과에 대해서 전통적 점성술과는 다소 다른 결론을 도출했다. 우라니아 점성가들 사이에서는 때때로 점성술의 전통적 견해로부터 그들의 견해를 구별하고자 애스펙트라는 용어가 회피된다. 주로 라인홀드 에버틴의 《천체 효과의 조합(The Combination of Stellar Influences)》을 통한 어려 가지의 행성 중심점에 대한 우주생명상관론의 소개는 점성가들 사이에서 폭넓은 수용을 불러일으켜오고 있다. 하지만, 우라니아 또는 함부르크의 공식 개념에 대해서는 그만큼의 수용은 있지 않다.
점성학적 차트에서의 행성 배치의 중요성에 대한 프랑소와즈와 미셸 고클랭의 연구는 팔분위각과 삼배팔분위각이 전통적으로 "보조"각으로 여겨지지만, 사실은 "주요"각일 수도 있다는 증거를 제시했다.
아래의 각의 목록은 그것들의 값과 권장되는 범위(範圍, Orb)를 기술한다. 그 범위는 내용과 개인적 선호에 따라 변화한다.

## 주요각

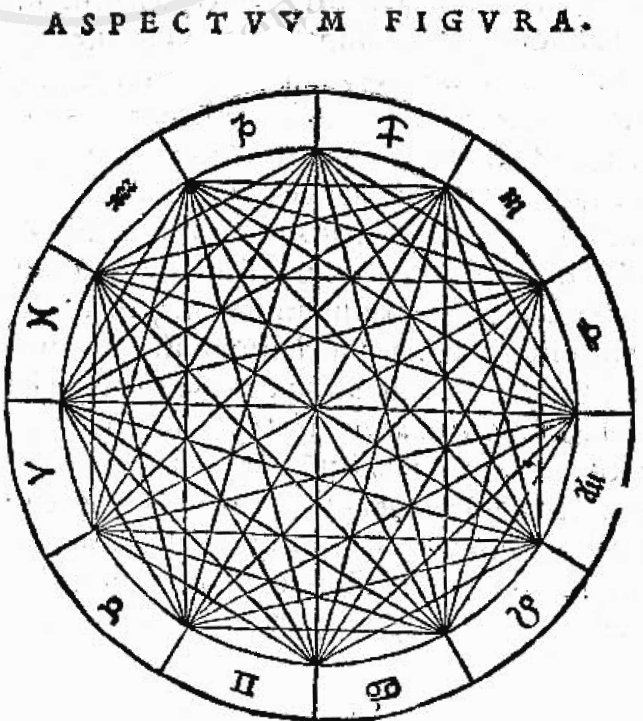
프톨레마이오스의 《테트라비블로스》의 1533년 인쇄본에 있는 도해로 여러 별자리의 사이점이 서로 어떻게 각을 맺는지를 보여준다.

전통적인 주요각(主要角, major aspect)은 1~2세기부터 프톨레마이오스에 의해 정의되고 사용되었기 때문에, 때때로 프톨레마이오스의 각이라고 불린다. 그러한 각들은 합(거의 0~10°), 육분위각(60°), 사분위각(90°), 삼분위각(120°), 그리고 충(180°)이다. 거의 대부분의 점성가는 다른 각들에 비해서 합에는 넓은 범위를 부여하지만, 대체로 각을 계산하고 사용하는데 있어서 점성가와 점성술 체계에 따라 (각으로 인정되는 정확한 각에서의 분리 도수인) 다른 범위 범위를 사용한다는 점에 유의를 요한다. 주요각은 360도에서 1과 6, 4, 3 그리고 2의 정수로 균분되어 정의되며 사용된다. (몇 가지 각의 한국어 명칭은 그러한 제수에 근거한다.)

### 합
합(合) 또는 컨정션(conjunction, 축약형: Con)은 거의 0~10°의 각도이다. 합에는 일반적으로 10° 범위가 인정된다. 그러나, 어떤 점성가들은 여기에 태양이나 달이 포함되지 않는다면, 0±08°까지를 합으로 본다. 합은 해당 행성들의 효과가 증폭되는 가장 강력한 각이며 차트에서 중대한 부분이 된다. 그러한 행성은 외견상으로 서로 고무하며 행동을 함께한다. 합의 본질적 특징은 각각의 행성이 서로 스스로의 본성을 조화시킨 특징을 발휘케 한다는 것이다. 그러함은 서로의 도움으로 완수될 수도 있는 반면, 그러한 과정이 각각의 해당 행성의 전형적인 특징을 다소 상쇄시킬 수도 있다. 예를 들어, 한 사람이 달과 수성의 합을 지니고 있다면, 그 또는 그녀는 감정(달)에 대해 말(수성)하기 수월하다고 합리화 시킬수 있다. 그러나, 그 합이 감정에 대해 지적인 접근이 이루어진 것으로 해석된다면, 감정은 깊이를 다소 상실하게 될 것이며, 그래서, 그러한 사람들은 격렬한 감정적 요구를 다룰 수 없다. 다른 한편으로는, 이성적인 사고 절차(수성)에 감정(달)의 개입이 그러한 사람을 감성을 가지고 배려로서 고찰하며 소통하기 쉽도록 만든다. 그러나, 그러한 능력이 충절과 감정적 애착(달) 등에 치우친다면, 사고의 과정으로부터 객관성(수성)을 다소 제거케할 수도 있다.
이 융합이 "긍정적"이나 "부정적"으로 여겨지는 것의 여부는 해당되는 행성에게 달려있다.: 금성과 목성 그리고 태양 사이에서의 조합은 (예를 들어, 1970년 11월 9~10일에 그 세 행성이 실제로 합을 이루었는데) 가장 호의적인 예언을 끌어낼 수 있는 반면, 가장 비호의적인 배치는 화성과 토성 그리고(또는) 달을 수반한다.(같은 연도 3월 10에 그 세 행성이 합을 이루었다.) 만일, 행성이 다른 배치로부터 압박을 받고 있다면, 합에 시련이 더해진다고 한다. 한 행성이 태양과 매우 가까운 합에 있다면, 그것은 카지미라고 불리며, 태양과 적당히 근접해 있다면, 연소된다고 한다. 매달마다 그믐달일 때에 태양과 달이 합에 있다.

### 육분위각
육분위각(六分位角) 또는 섹스타일(sextile, SXt 또는 Sex)는 60°(360° 의 황도의 1/6 또는 120°인 삼분위각의 1/2)의 각도이다. 육분위각에서는 60±04°의 범위가 고려된다. 전통적으로, 육분위각은 삼분위각과 유사한 효력을 지니지만, 그것보다는 덜 중요하다고 여겨진다. 이 각은 연관된 두 요소 사이에 적합성을 지니며 화합하는 서로의 원활한 소통을 나타내지만, 그것으로부터 비롯된 이득을 얻기위한 노력을 요하는 기회만을 제공할 뿐이다.

### 사분위각
사분위각(四分位角) 또는 스퀘어(square, SQr 또는 Squ)는 90°(360°의 황도의 1/4 또는 180°인 충의 1/2)의 각도이다. 일반적으로 5°도에서 10° 사이의 범위가 허용된다. 육분위각과 삼분위각과 마찬가지로, 사분위각에서도 외행성이 내행성에 대해 효력을 가진다. 기본적으로, 사분위각의 힘은 삼분위각의 것과 비슷하지만, 그 힘은 긴장된다고 하는 정도를 더한다. 예를 들어, 수성의 토성과의 사분위각은 실제적인 문제에 집중하는 의견과 소통에 있어서의 신중함과 실용적인 측면을 나타낸다. 그러한 각은 정신적인 계획이나 과업에 있어서 경고 표시이기도 하다. 그리고, 행성들 사이의 사분위각은 심적 억제와 의사소통에 있어서의 과도한 검열 그리고 일상적인 것에 대한 지나친 강조를 나타낸다. 그것은 염세주의와 삶에 대한 과장되고 지나치게 걱정어린 접근을 나타낸다. 사분위각은 긴장과 압력 그리고 좌절, 금지, 붕괴, 그리고 내적 갈등을 나타낸다고 한다. 그러나, 한계를 극복하고자 결심한 사람에게는 그것이 힘과 활동의 원천이 될 수 있다. 아래의 팔분위각과 삼배팔분위각 참조. 사분위각은 직각이기도 하다.

### 삼분위각
삼분위각(三分位角) 또는 트라인(trine 또는 Tri)는 120° (황도의 360°의 1/3)이다. 삼분위각에는 120±04° 의 범위가 고려된다. 삼분위각은 두 요소가 서로 보강해 주면서 조화와 표현의 용이함을 나타낸다. 삼분위각은 본유적인 예술적이고 창조적인 재능의 원천이다. 삼분위각의 본성은 불의 별자리(양자리와 사자자리 또는 양자리와 사수자리)의 관계와 같고 따라서, 고무적이다. 전통적으로, 삼분위각은 매우 유익한 것이며, 과분하더라도 편의성을 제공해 주지만, 나약한 성품의 사람에게는 '최소의 저항선'이 될 수 있다. 또한, 너무 많은 삼분위각은 사람을 나약하며 역경을 극복하기 어렵게 만든다. 안심과 만족이 오히려 문제가 될 수도 있다. 삼분위각이 마련해주는 조화로움으로 인해, 그러한 사람은 이 각이 선사한 재능을 계발할 필요성을 느끼지 못할 수도 있고, 그렇다면 이어서 그 사람은 욕구를 만족시키고 결핍된 것을 보충할 바람도 갖고 있지 않은데, 왜냐하면, 그러한 것들은 그 사람의 출생으로부터 이미 충족되어 있기 때문이다. 삼분위각의 본질적인 의미는 "탄력"이다. 그러므로 그것은 힘을 많이 쏟지 않아도 스스로 달성되려는 경향이 있는 지속되는 상황이나 조건을 나타낸다. 그것은 축적이나 증가, 지속, 균형, 증진, 영구성 그리고 안정을 나타낸다. 일반적으로 삼분위각은 "온화롭다"거나 "좋다"고 여겨지는 각이지만, 만일 두 행성이 모두 본질적으로 유해한 성질을 지닌 것들이거나, 천궁도의 해석에 있어서 불완전한 조건에 놓여 있다고 판단되면, 그 각은 오히려 스스로 집요하게 존속되는 곤란한 상황을 나타낼 수도 있다. 삼분위각은 본연에 있어서 완전히 개인적이며 순전한 자기표현으로서 세상에서 자주적으로 역할하는 한 사람을 나타낸다. 그러므로, 그것은 선천적 재능을 나타낸다.

### 충
충(衝) 또는 어퍼지션(opposition 또는 Opp)은 180°(황도 360°의 1/2)의 각도이다. 일반적으로 5°에서 10° 사이의 범위가 허용된다. 충은 서로 반대편에 있으므로 대립각(對立角)이라고도 한다. 그것은 두 번째로 강력한 각이라고 여겨진다. 충은 합처럼 통합하지 않는다는 점에서 서로의 차이점은 있지만, 과장은 야기한다는 점에서 고양되는 공통점이 있다. 충은 해당되는 행성들 사이에서의 역동적이고 고양된 힘을 만들어낸다는 사실로 인해, 사분위각과 마찬가지로 반드시 부정적인 것만은 아니지만, 해당되는 두 별자리가 구조상 다른 방향에 놓여 있다면, 그러함으로써 야기되는 양극성으로 인해, 긴장과 갈등이나 대립의 표시가 될 수 있다. 그러나 만일 구조적으로 대립되지 않는다면, 그러한 개인은 이 각을 창조적이며 활동적인 힘의 원천으로 사용할 수도 있다. 태양과 달이 충이되는 기간은 매월마다 보름달 동안이다.

## 보조각

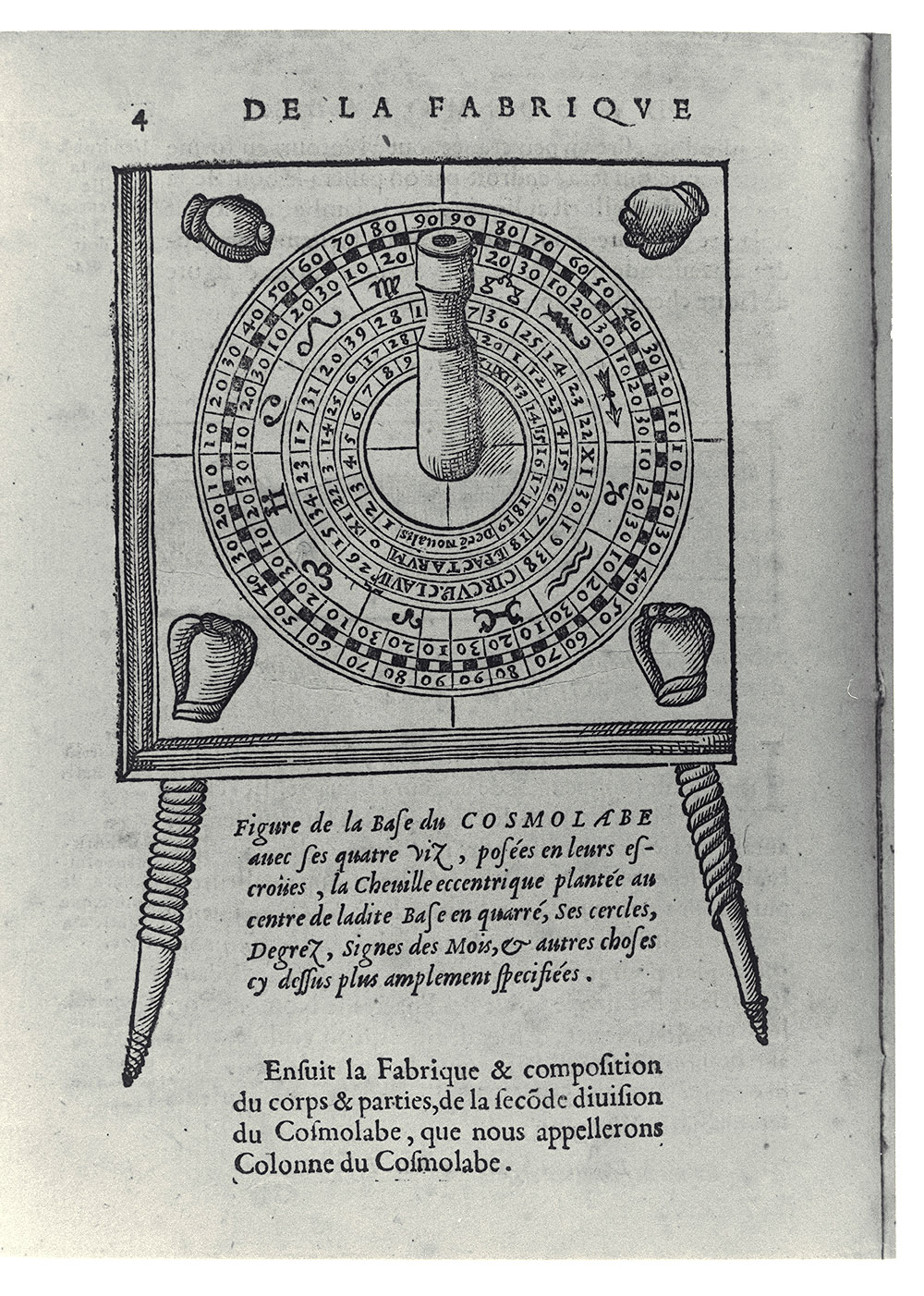
점성학적 각의 측정 도구들 가운데 하나로써 사용되었던 코스몰라베의 16세기 묘사.

전통적인 보조각(補助角, minor aspect)은 16세기에 유명한 천문학자이며 점성가인 요하네스 케플러에 의해 소개되었다. 그것들은 오랜 동안 비교적 부차적인 중요성이 있다고 여겨졌지만, 많은 현대 점성가들은 그러함에 동의하지 않는다. 보조각에는 오엽각(150°)과 팔분위각(45°), 삼배팔분위각(135°), 십이분위각(30°), 오분위각(72°), 이배오분위각(144°)이 포함된다.
우주 생명 상관론 또는 우라니아 점성술(함부르크 점성술 학교)와 같은 더 진보적 연구지향의 학파들은 팔분위각과 삼배팔분위각도 "주요"각에 포함되는 것으로 여기는 반면, 육분위각(60°)과 삼분위각(120°)이 효력에 있어서 "보조"각으로 여겨진다고 하는데, 그러함은 역사적 문헌이나 확신이라기 보다는 현재의 연구에 근거한다. 우주생명상관론과 우라니아 또는 함부르크 점성술을 사용하는 점성가들은 1970년 이전부터 더 많은 보조각을 예를 들면 15° 의 배수각(15°, 75°, 105°, 165°)과 22.5°의 배수각(22.5°, 67.5°, 112.5°, 157.5°)도 사용해오고 있다.
육분위각과 오엽각은 주요각과 보조각 사이의 '경계'각으로 여겨진다. 대부분의 점성가는 육분위각(60°)을 주요각으로 여기는 반면, 매우 색다른 단체는 오엽각(150°)을 주요각으로 사용하며, 매우 소수의 비주류만이 십이분위각 (30°)을 주요각으로 여긴다. 주요각과 앞의 이 세 개의 '경계'각은 모두 프톨레아미오스의 각이라 불린다.

### 오엽각
오엽각(五葉角) 또는 퀸컹크스(quincunx) 또는 인컨정트(inconjunct 또는 Inc)는 150°의 각도로써 황도 360°의 5/12이므로 오배십이분위각(五倍十二分位角)이라 표기할 수도 있지만, 첫 번째와 두 번째 표기가 가장 일반적이다. 오엽각에는 150±2°의 범위가 고려된다. 오엽각은 온건하지만 긴장을 유발하는 다소 예측할 수 없는 요력이 있다고 한다. 그것은 비양립성의 요소들 간의 강제성으로 인한 어려움과 시련을 나타낸다. 그것은 한 사람의 삶에서 (특히 건강의 측면에서) 자기태만의 영역이나 한 사람에게 강요된 의무를 의미한다. 이 각은 때때로 불합(不合)의 뜻으로써 인컨정트(inconjunct)라고도 불리지만, 기술적으로 합의 반댓말로 보기는 어렵다.

### 팔분위각
팔분위각(八分位角)은 세미스퀘어(semi-square, SSq)는 45°의 각도인데, 사분위각(90°)의 1/2이므로 반직각(半直角)이라 할 수도 있다. 팔분위각에는 45±2°의 범위가 고려된다. 이 각은 사분위각의 약형이며 다소 어려운 환경을 나타낸다. 그것은 때때로 팔분위각으로써는 옥타일(octile)이나 사분위각의 반으로써는 세미쿼타일(semiquartile)이라고도 알려져 있다.

### 삼배팔분위각
삼배팔분위각(三倍八分位角) 또는 세스퀴쿼드레이트(sesquiquadrate 또는 Ses)는 135°의 각도로써, 팔분위각의 세배(45°×3)이며, 직각과 반직각의 합(90°+45°)이다. 삼배팔분위각에는 135±2°의 범위가 고려된다. 이 각은 다소 긴장된 상황을 나타낸다. 그것은 팔분위각과 유사한 효력을 지닌다고 여겨진다. 삼배팔분위각은 때때로 직각의 한배 반으로써 세스퀴스퀘어(sesquisquare)와 직각과 반(square-and-a-half), 사분위각과 반(quartile-and-a-half) 그리고 팔분위각의 세배로써 트리옥타일(trioctile)라고 부른다.

### 십이분위각
십이분위각(十二分位角) 또는 세미섹스타일(Semi-sextile 또는 SSx)은 30°의 각도 즉, 360°의 1/12 또는 육분위각의 절반(60°의 1/2)이다. 십위분위각에는 30±2°의 범위가 고려된다. 이것은 합과 오분위각을 제외한 모든 주요각의 기저가 된다. 이 각은 해당 행성들 사이에서 서로 동기를 부여해 주지만, 그런 만큼의 현실적 기여는 불충분한 온건한 관계를 의미한다. 이 각은 쟁점과 결과를 조화시키려는 중요한 실제적인 노력이 있게할 것이다. 별칭으로는 콘피니스(confinis)와 인컨정트(inconjunct)가 있다.

### 오분위각
Q 오분위각(五分位角) 또는 퀸타일(quintile, 축약: QNt 또는 Qui)은 72°(360°의 1/5)이다. 이것은 오각(五分) 또는 오각형인 펜타곤(Pentagon)이라고도 하는데, 그것의 중심에서 모서리까지의 한 내각이 72°이기 때문이다. 하지만, 그것의 한 내각은 108˚라는 점에서 오분위각이 더 정확한 표현이다. 오분위각은 72±2°의 범위가 고려된다. 이 각은 (적당히 이롭다는 면에서) 십이분위각과 다소 유사하지만, 그것의 이득을 거둬들이기 위한 노력을 요하지 않는다. 막연히 운 좋은 수완과 상황을 나타낼 뿐이다.

### 이배오분위각
bQ 이배오분위각(二倍五分位角) 또는 바이퀸타일(biquintile, 축약: BQt 또는 BQn)는 144° (오분위각(72°) x 2 = 144°)이다. 이배오분위각에는 144±2°의 범위가 고려된다. 이 각은 오분위각과 유사한 효과를 지닌다.

## 삼진각
삼진각(三進角, ternary aspect)은 점성술에서는 일반적으로 쓰이지 않는 부가적 각이다.

### 7분위 배수각
이 각들은 황도대의 원의 7분할에 기저를 두고 있다.

#### 칠분위각
칠분위각(七分位角) 또는 셉타일(Septile, 축약형: Sep)은 황도대 원의 1/7인 약 51.428571° 또는 51°25'43"의 각도이다. 이것은 해당 구성 요소들 간에 불합리한 관계를 맺고 있지만, 그것들의 숨은 근원적 본성과 심원한 숙명이 부여되는 것으로 추정된다.

#### 이배칠분위각
이배칠분위각(二倍七分位角) 또는 바이셉타일(biseptile 또는 BSp)은 황도대 원의 2/7인 약 102.857143°이나 102°51'26"이다. 이 각은 외면화된 칠분위각으로 여겨진다.

#### 삼배칠분위각
이배칠분위각(二倍七分位角) 또는 트리셉타일(triseptile, TSp)는 황도대 원의 3/7인 약 154.285714°, 또는 154°17'09"의 각도이다.

### 9분위 배수각
이 각들은 황도대 원의 9분할에 기저를 둔다.

#### 구분위각
구분위각(九分位角) 또는 노바일(Novile, Nov)는 황도대 원의 1/9인 40°의 각도이다. 정구각형의 한 내각이 40°인데도 불구하고, 이 각은 구각(九角) 또는 노나곤(nonagon)으로도 알려져 있다.

#### 이배구분위각
이배구분위각(二倍九分位角) 또는 바이노바일(binovile, BNv)은 80°의 각도이다.

#### 사배구분위각
사배구분위각(二倍九分位角) 또는 '쿼드노바일(quadnovile, QNv)은 160°의 각도이다. 이것은 구분위각(40°)의 네배라는 뜻의 쿼드리노바일(quadrinovile)이라고도 알려져 있다.

### 10분위 배수각
이 각들은 황도대의 원의 10분할에 기저를 두고 있으며, 5분위 배수각(오분위각과 이배오분위각)과 관계 있다.

#### 십분위각
십분위각(十分位角) 또는 데사일(Decile, Dec)(기호:⊥)는 황도대의 원의 1/10인 36°의 각도이다. 그것은 오분위각의 절반이라는 뜻의 세미퀸타일(semi-quintile)로도 알려져 있다. 이 각은 다른 사람들을 도울 수 있는 능력이 부여된다고 한다.

#### 삼배십분위각
삼배십분위각(三倍十分位角) 또는 트리데사일(tridecile) 또는 세스퀴퀸타일(sesquiquintile)은 108°의 각도로써, 외면적인 독창성을 요하는 자기반성과 철회의 필요성 또는 사회적 창의성과 같은 의미가 부여된다.

#### 이십분위각
이십분위각(二十分位角) 또는 비진타일(Vigintile, Vig) (기호: ∧)은 황도대의 원의 1/20 또는 십분위각의 절반인 18°의 각도이다.

### 11분위 배수각
이 각들은 황도대 원의 11분할에 기저를 둔다.

#### 십일분위각
십일분위각(十一分位角) 또는 언데사일(undecile, Und)은 황도대 원의 1/11 또는 약 32.727272°(32°43'38")의 각도이다. 이 각은 1/11이라는 뜻의 운데킴(undecim)으로도 알려져 있다. 게다가, 각각 황도대 원의 2/11과 3/11, 4/11 그리고 5/11을 의미하는 약 65.454545°나 65°27'16"인 이배십일분위각(二倍十一分位角) 또는 바이언데사일(biundecile)이나 비운데킴(biundecim)과 약 98.181816°나 98°10'55"인 삼배십일분위각(三倍十一分位角) 또는 트리언데사일(triundecile)이나 트리운데킴(triundecim), 약 130.90909°나 130°54'33"인 사배십일분위각(四倍十一分位角) 또는 쿼드리언데사일(quadriundecile)이나 콰드리운데시마(quadriundecima) 그리고 약 163.636363°나 163°38'11"인 오배십일분위각(五倍十一分位角) 또는 퀸퀘언데사일(quinqueundecile)이나 퀸퀘운데킴(quinqueundecim)도 있다. 십일분위각은 지나친 원조에 다다르는 능력과 사회적 의식하고 연관된다.

### 14분위 배수각
이 각들은 황도대의 14분할에 기저를 두고 있드며 7분위 배수각(칠분위각과 이배칠분위각 그리고 삼배칠분위각)과 연관된다. 이 각들은 그 구조의 적절한 사용으로 야기되는 권한의식을 갖고 있다고 한다.

#### 십사분위각
십사분위각(十四分位角) 또는 (라틴어로 14를 뜻하는 콰투오르데킴(quattuordecim)에서 파생된 쿼터오데시멀(quattuordecimal)이라고도 불리는) 세미셉타일(semiseptile)은 황도대 원의 1/14 또는 칠분위각의 절반인 약 25.714286°의 각도이다. 그것은 누군가가 행동의 다음 주기로 옮겨가기 위해서 마쳐야할 무엇인가를 포기함을 나타낸다고 한다.

#### 삼배십사분위각
삼배십사분위각(三倍十四分位角) 또는 세스키세프틸레(sesquiseptile)이라고도 하는 트리세미셉타일( tresemiseptile)은 황도대 원의 3/14인 약 77.142858° (77°08'34")의 각도이다.

#### 오배십사분위각
삼배십사분위각(五倍十四分位角) 또는 퀸세미셉타일(quinsemiseptile)은 황도대 원의 5/14인 약 128.57143° (128°34'17")의 각도이다.

### 16분위 배수각
이 각들은 황도대의 16분할에 기저를 두고 있으며 8분위 배수각(팔분위각과 삼배팔분위각)과 관련된다. 이 각들은 모두 "고난"이나 "시련"의 측면으로 여겨진다. 많은 우라니아 점성가들은 삼배십육분위각과 오배십육분위각(112.5° 또는 112°30'), 칠배십육분위각과(157.5° 또는 157°30')을 포함하는 그것의 배수의 각들을 "보조각"이 아니라고 주장하며 그 각들만을 사용한다.

#### 십육분위각
십육분위각(十六分位角) 또는 세미옥타일(Semioctile)은 황도대 원의 1/16인 22.5°(22°30')의 각도이다.

#### 삼배십육분위각
삼배십사분위각(三倍十六分位角) 또는 세스퀴옥타일(sesquioctile)은 황도대 원의 3/16인 또는 팔분위각(반직각) 더하기 반인 67.5° (67°30')의 각도이다.

### 24분위 배수각
이 각들은 황도대의 24분할에 기저를 두고 있다. 일부의 함부르크 학파 점성가들은 오배이십사분위각과 칠배이십사분위각 그리고 십일배이십사분위각을 포함한 이십사분위각의 배수각도 고려한다.

#### 이십사분위각
이십사분위각(二十四六分位角) 또는 쿼터오비진타일(quattuorvigintile)은 황도대 원의 1/24인 15°의 각도이다.

#### 오배이십사분위각
오배이십사분위각(五倍二十四六分位角) 또는 스콰일(Squile)은 황도대 원의 5/24 또는 2.5 개의 별자리의 도수인 75°의 각도로써, 팔분위각과 육분위각의 사이의 혼성으로 여겨진다.

#### 칠배이십사분위각
칠배이십사분위각(七倍二十四六分位角) 또는 스콰인(squine)은 황도대 원의 7/24 인 105°의 각도이며, 팔분위각과 삼분위각의 혼성으로 여겨진다.

#### 십일배이십사분위각
십일배이십사분위각(十一倍二十四六分位角) 또는 (존드로(johndro)나 콘트라퀸데사일(contraquindecile)으로 알려진) 퀸데사일(quindecile)은 황도대 원의 11/24인 165°이다. 이 각은 붕괴와 격변을 야기하는 무자비하고 완고한 결정과 연관된다고 추정된다. 리브스 씨의 한 논설에서는 그것이 사실인 것 같다고 한다. 하지만, 르웰린 조지는 이 각을 24도라고 하는데, 그것은 15분할의 각도이다. 그 각은 그의 학술서 《A부터 Z까지의 천궁도 표시와 묘사(A to Z Horoscope Maker and Delineator)》에서 언급되었다. 24분할에 의한 15도의 연속으로, 반원까지 차오르는 차오르는 각도들로는 15도와 30도, 45, 60, 75, 90, 105, 120, 135, 150, 165도 그리고 180도가 있으며, 반원을 이지르는 각도들로는 195도와 210, 225, 240, 255, 270, 285, 300, 315, 330, 345도 그리고 360도가 있다. 옥스포드 영어 사전(OED)에서, quindecile(퀸데사일) 단어의 어원에 관련된 한정된 자료에 따르면, 그 단어는 15라는 뜻의 라틴어에서 파생되었다고 한다. 그 의미는 프랑스어와 스페인어 그리고 이탈리어에서 반영된다. OED에는 퀸데사일(quindecile)을 이렇게 설명한다.: "행성의 각에 관한 것: 원의 1/15 또는 24도를 포함한다. 미국 점성가 연맹은 그 단어가 구식 용법임을 확증한다. 전통적으로, 점성술의 각에 대한 이름은 원의 분할 수로 이름지어진다. 360도의 1/15의 부분은 24도이며, 따라서,퀸데사일이 그 각도의 적절한 이름일 수도 있다. 삼배이십사분위각을 뜻하는 영어식 용어는 라틴어에서 파생한 이름을 붙이지 않고, 한 사람의 이름을 딴 않은 명칭으로 더 적합한 것으로 여겨진다. 예를 들어, 165도에 대한 틸의 용법은 론 에드워드 존드로의 초기 저서를 반영한다. www.astrologycom.com 중에서, "존드로"라는 이름이 165도를 뜻한다고 기술되어 있으며, 대담한 한 점성술 소프트웨어에서는 "J"라는 기호로도 사용된다. 이 각에 대해 한자어로써 한글화한 십일배이십사분위각의 용어는 분명 165도이다.

### 적위
평행이나 역평행은 황도의 위나 아래의 적위의 도수를 참조하는 다른 두 가지의 각들이다. 이 각들에 대한 연구가 충분이 이루어지지 않았음에도 불구하고, 그것은 강력한 영향력을 지닌다고 여겨진다.
- 평행(平行) 또는 패럴렐(Parallel): ± 1도12분. 이 각은 합과 유사하지만, 일반적으로 유익함을 제공한다.
- 역평행(逆平行) 또는 안티패럴렐(antiparallel) 혹은 콘트라패럴렐(contraparallel): 충에서 ± 1도12분. 충과 유사하지만, 보다 약하다.

## 참고 문헌 및 더 보기
- 영문 위키피디아: 점성술 서적 목록#점성술의 각

1. ↑  Ebertin, Reinhold (1940). 《The Combination of Stellar Influences》. Tempe: American Federation of Astrologers. ISBN 9780866900874.
2. 1 2 3   Liz Greene의 사용, 참조: Astrodienst
3. ↑  Septile - 7th harmonic aspect - astrological aspect
4. 1 2  [http://www.khaldea.com/eon/eonintro.shtml Khaldea.com, Introduction - 
Planetary Phases and Aspects]
5. ↑  Novile - 9th harmonic aspect · astrological aspect · astrology aspect/aspects→구분위각: 점성학적 각, 점성술의 각 또는 각들
6. ↑  Astrology Tribe Faqs
7. ↑  Axial Harmonics Introduction
8. ↑  “Ciuboda.com”. 2008년 5월 2일에 원본 문서에서 보존된 문서. 2013년 3월 13일에 확인함.
9. ↑  Gemini 1992: Political Miscellany
10. ↑  “Llewellyn.com”. 2008년 5월 2일에 원본 문서에서 보존된 문서. 2013년 3월 13일에 확인함.
11. ↑  George, Llewellyn (1910, 1913, 1923, 1928, 1935, 1937, 1939, 1943, 1946, 1950, 1954, 1960, 1962, 1964, 1966, 1967, 1967, 1968, 1968, 1969, 1969, 1969, 1969). 《A to Z Horoscope Maker and Delineator》 1~25판. St. Paul, Minnesota 55101, USA. Library of Congress Catalog Card Number: 44-1317, 92쪽.

## 같이 보기
- 합
- 충
- 우주 생명 상관론
- 함부르크 점성술 학교
- 우라니아 점성술